# Mishima, Fukushima

Mishima (三島町 Mishima-machi?) este un oraș în Japonia, în districtul Ōnuma al prefecturii Fukushima.

## Legături externe
Materiale media legate de orașul Mishima la Wikimedia Commons